# Escultismo en Aragón
Este artículo trata sobre los acontecimientos más destacados de la historia del escultismo en Aragón, desde la primera aparición de los scouts en Zaragoza (1913) hasta 1981.

## 1913-1915
El 23 de enero de 1913, el periódico La Crónica de Zaragoza da la noticia de la próxima implantación de los boys scouts en la ciudad. Es la primera noticia pública que se tiene del escultismo aragonés. 
El 18 de mayo, en los locales del Ateneo de Zaragoza, se constituye en Zaragoza, el Comité provisional de los “Exploradores” presidido por Don José Caro Bruells. Impulsarán la iniciativa personas de todas las capas sociales de la ciudad: comerciantes como Fantoba, militares, como el mismo José Caro Bruells o Florencio Repollés, intelectuales como Emilio Gastón Ugarte, Pedro Ramón y Cajal, universitarios como Patricio Borobio, Ricardo Royo Villanova, políticos como José Algora o Jordana Mompeón, y próceres de la talla de Basilio Paraíso o Anselmo Gascón de Gotor (hijo). En agosto se constituyen los scouts en Huesca, dirigidos por José Gallostra y Coello. 
El 23 de noviembre se celebra el acto de la primera Promesa. Ya había Exploradores en Aragón; la Bandera bajo la que se hizo el juramento fue la de los estudiantes zaragozanos. En el mes de diciembre un explorador de Huesca asiste al I Rallye Internacional Scout de Birmingham, antecedente de las Jamborees. Es la primera participación internacional del escultismo aragonés. La primera sede, llamada la “Casa del Explorador”, se ubicó en la calle Mayor número 43.
Los años 1914 y 1915 son de consolidación. Hay scouts en Zaragoza, Huesca, Calatayud y Almonacid. Los exploradores reciben apoyo de ayuntamientos, escuelas, la universidad, el ejército y otras instituciones y sociedad aragonesas.

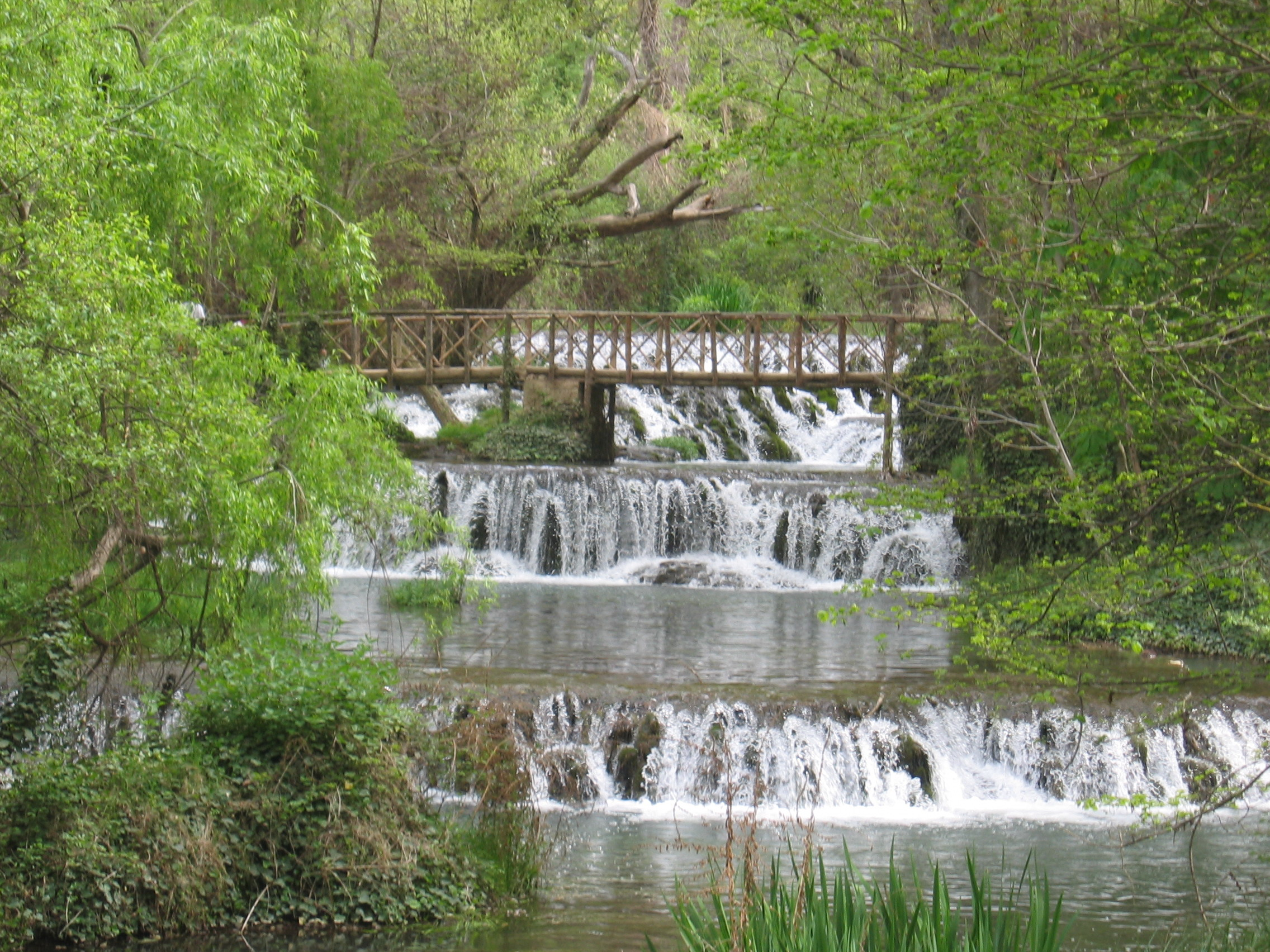
Parque del Monasterio de Piedra, puente de los Vadillos.

En 1915 se incorporan a la dirección de los exploradores, los catedráticos Patricio Borobio, y Royo Villanova. Se cambia la sede al Palacio de Museos (actual Escuela de Bellas Artes) y el 11 de octubre, se hace entrega de la bandera de la Tropa de Zaragoza, actuando como madrina la infanta Beatriz de Borbón, representada por Doña Manuela de Yarza e Isasa. El acto se convirtió en todo un acontecimiento ciudadano que tuvo como marco el Paseo de la Independencia, acudiendo al mismo todas las autoridades civiles y militares, el cuerpo consular acreditado en Zaragoza y numeroso público que abarrotaba las aceras.
El primer campamento de verano se realiza en el Monasterio de Piedra. Al finalizar el año estaban censados 310 exploradores en la asociación, de los cuales nueve eran instructores y trece subinstructores.

## 1916-1920
En 1916 el Ayuntamiento de Zaragoza encarga a los scouts la entrega del título de «hijo merítisimo de la ciudad» a Mariano de Cavia, junto con 20 000 firmas de apoyo de aragoneses. La marcha a pie efectuada por doce exploradores y en pésimas condiciones climatológicas, es dirigida por Jesús Serna, entre el 3 y el 12 de febrero, teniendo un gran recibimiento por parte del pueblo madrileño.

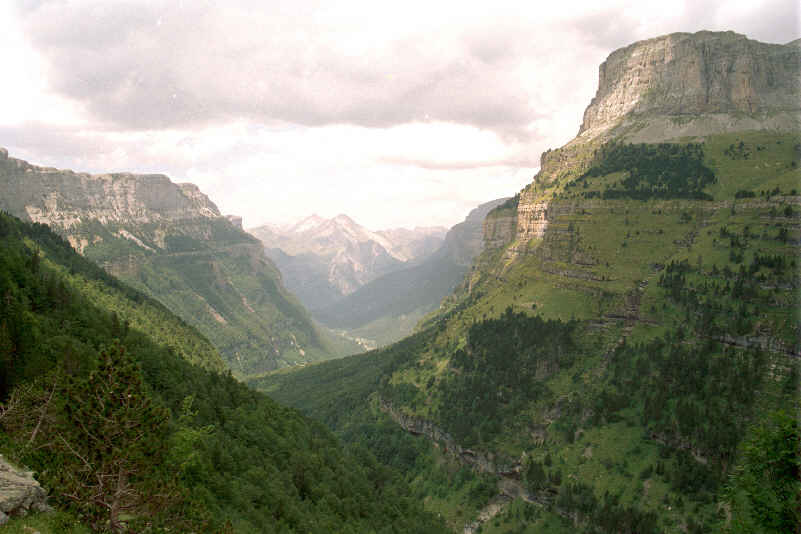
Valle de Ordesa.

Del 15 al 31 de julio tuvo lugar el segundo campamento de verano, que fue volante. Formaron parte de este campamento 97 exploradores e hicieron un recorrido de 250 kilómetros en un recorrido que comprendió los valles de Ordesa, Broto, Tena y Canfranc. Este año son cedidos a los Exploradores los locales de la Facultad de Medicina, por acuerdo de la Universidad de Zaragoza.
Durante el mes de mayo de 1917, unos exploradores se trasladaron hasta Fuendetodos para contribuir a la restauración de la casa donde nació el pintor Francisco de Goya. El campamento de verano fue volante, su punto final fue la ciudad de Pamplona. El trayecto fue desde Zaragoza pasando por San Juan de la Peña, Valle de Oza, Aguas Tuertas, Estanés, Ansó, Roncal, Aoiz, llegando por fin a Pamplona.
En 1918 el campamento de verano comenzó el 26 de julio, salieron dirección a Pamplona y desde allí cruzaron el Valle de Salazar, Roncesvalles, y llegaron a San Sebastián, donde se celebraba un campamento nacional. Este año se presenta en Zaragoza un nuevo deporte: el waterpolo. Un equipo de los exploradores realiza una demostración de este juego.
Las agrupaciones de exploradores se extienden. Ya hay scouts en Zaragoza, Huesca, Almonacid, Calatayud, Gallur, Tarazona y Barbastro. Como muestra de la vitalidad del escultismo en Barbastro, su Consejo Local, presidido por Evaristo Ferraz editan un semanario de información scout: El explorador.

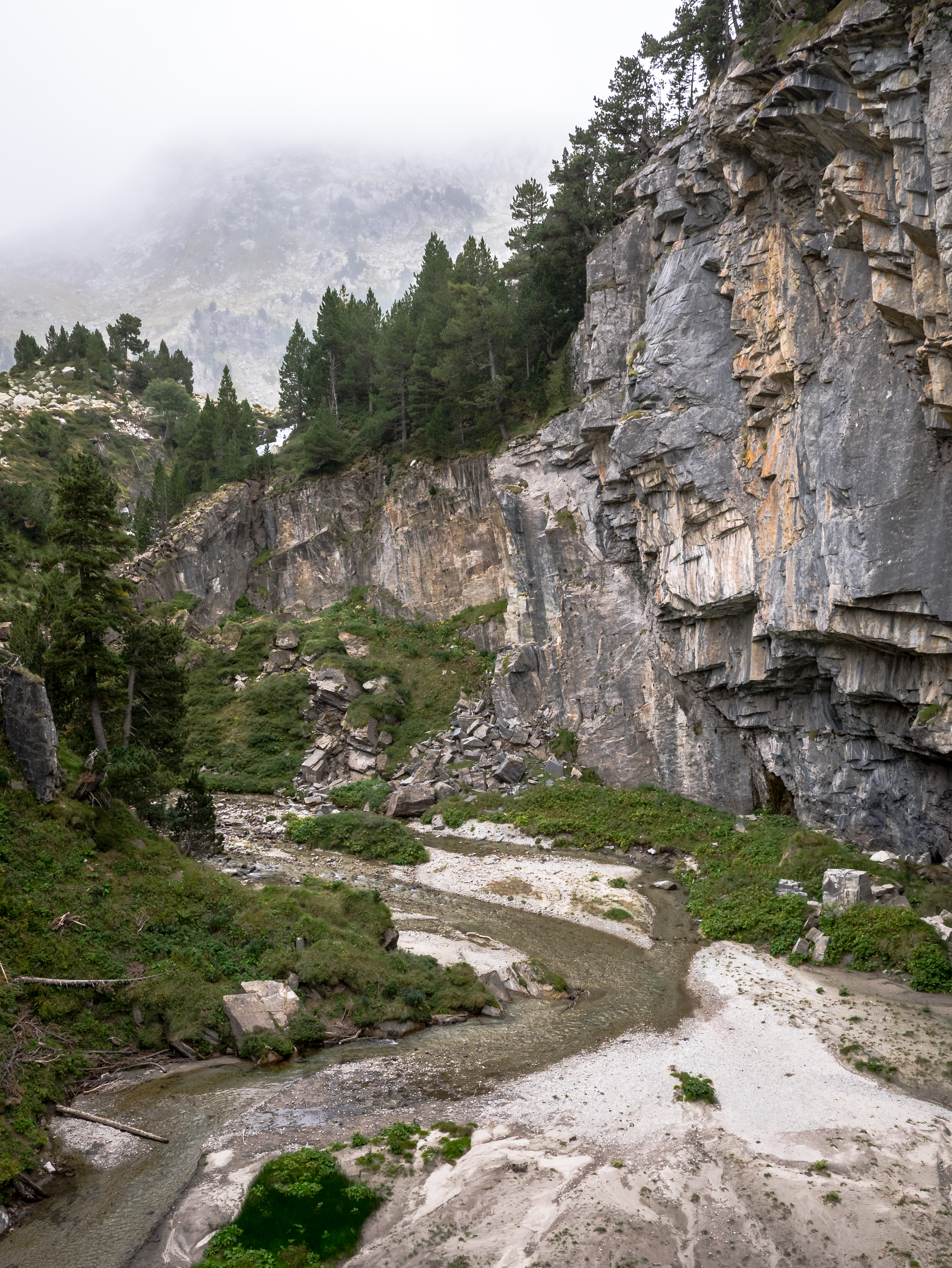
El Forau de Aigualluts, en Benasque.

El 23 de julio de 1919 se celebra el campamento de verano en Benasque. Los exploradores conocieron y descubrieron lugares y estancias que más tarde serían visitados por todos los aragoneses y demás españoles. Los exploradores descubrieron zonas de una increíble belleza y se encargaron de propagar su belleza a los cuatro vientos. El Consejo Nacional otorgó a los Exploradores de Zaragoza la más alta recompensa: la Corbata de Honor para su bandera.
En 1920 se celebra I Jamboree Mundial, en Londres. Seis exploradores aragoneses llevando como jefe a Don José Conde Andreu, consiguen la victoria para España en las pruebas atléticas. La hazaña es recogida en toda la prensa regional, siendo recibidos con gran entusiasmo a su regreso a Zaragoza.

## 1921-1925
- 1921

El día 19 de marzo los exploradores de Zaragoza son invitados a una gran marcha de Madrid a Guadalajara con regreso a Madrid. Una muestra más de la calidad de los exploradores aragoneses es que el 26 de junio con toda solemnidad se impone a la Bandera de los Exploradores de Zaragoza la segunda Corbata de Honor, última otorgada por el Consejo Nacional.
En la primera quincena de agosto tuvo lugar el tradicional campamento de verano, de nuevo, en el Monasterio de Piedra. 
- 1922

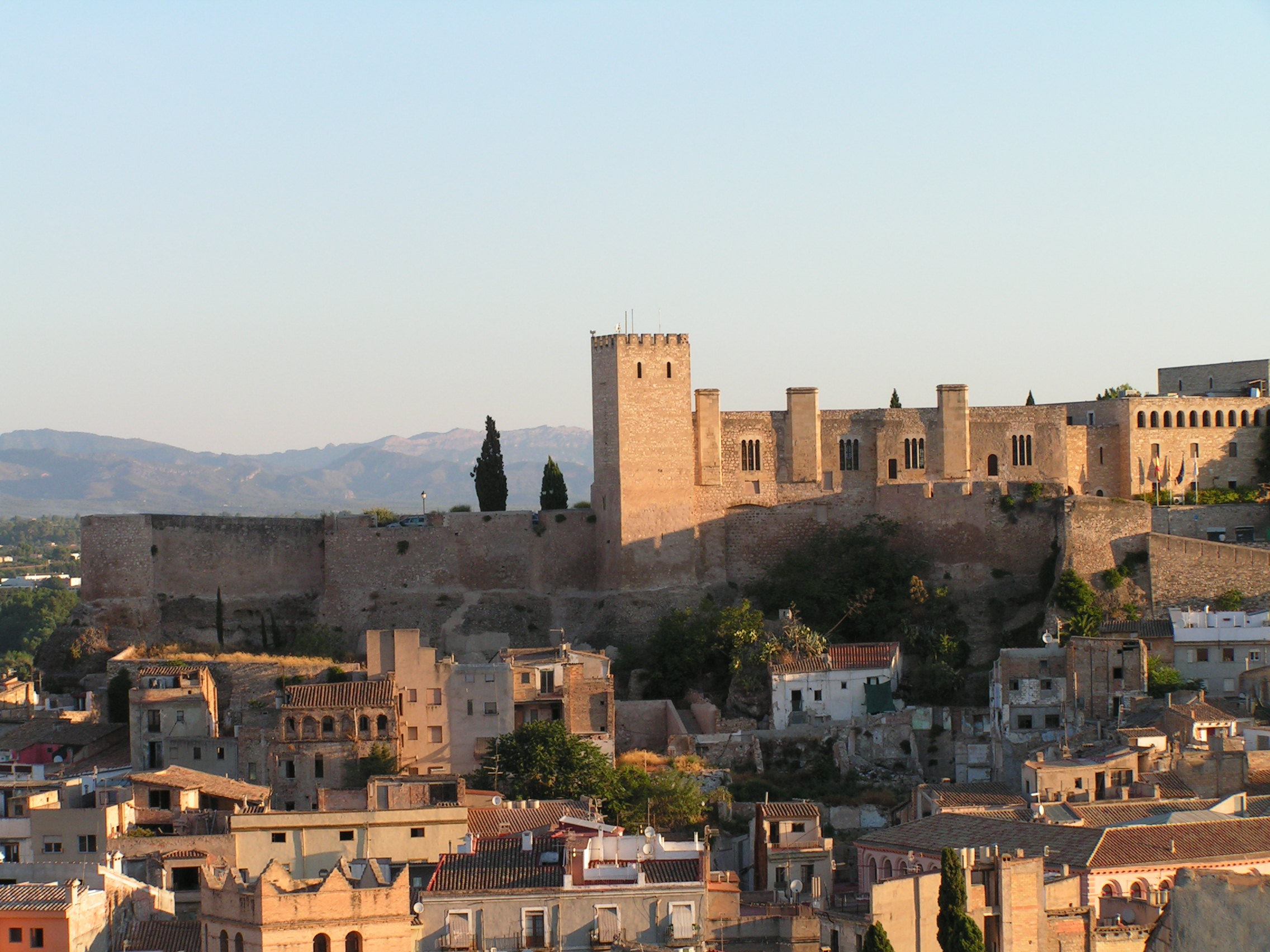
Castillo de la Suda, en Tortosa.

En la primavera de este año se realiza una marcha a La Almunia de Doña Godina, en viaje de propaganda. Allí se organizaron varios festivales.
Los Exploradores aragoneses toman parte en el Concurso Internacional de Natación, en Amberes. Los Exploradores de Zaragoza consiguieron el quinto puesto.
Del 5 de agosto al 19 de agosto se realiza el campamento en las playas de Salou, se visitó también Reus, Tortosa y Tarragona. Don Antonio Santos, por primera vez, iba al frente de los Exploradores de Zaragoza.
- 1923

El Ayuntamiento de Zaragoza otorga la primera subvención a los exploradores (500 pts). El 22 de abril se celebra la fiesta de San Jorge, en el Soto de la Almozara. El campamento de verano vuelve a realizarse en las playas de Salou.
Este año, falleció en la guerra de Marruecos, Don Félix Repollés, instructor de la Tropa de Zaragoza.
- 1924

El 13 de enero en las aguas del Canal Imperial de Aragón se celebra un concurso de natación.
El 16 de marzo tiene lugar en la Plaza de Toros un gran festival a beneficio de las colonias escolares. El desarrollo de la natación entre los Exploradores es espectacular, los casos de salvamento se hacen frecuentes, y se promueve en la prensa la idea de conceder a la Tropa de Zaragoza la Cruz de Beneficencia.
El 27 de abril se celebra la acostumbrada fiesta de San Jorge. El día del Corpus se celebra un salvamento en el río Ebro. El 15 de junio se verifica una magnífica marcha escultista en la que destacó la Patrulla de la Abeja.
El campamento de verano se celebra este año en el Valle de Oza, se realizó la marcha Jaca – Hecho.
- 1925

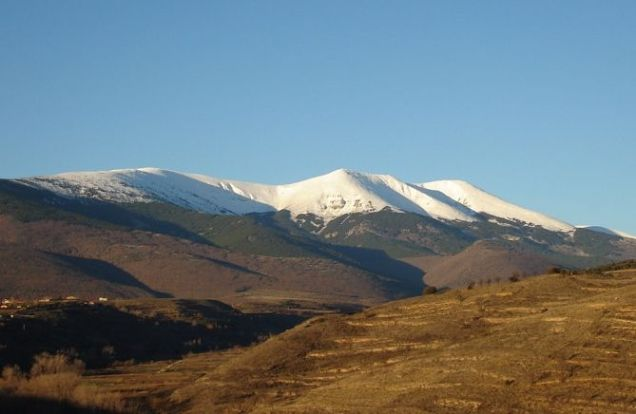
Vista del Moncayo en otoño.

El 26 de febrero Alfonso XIII visita Zaragoza, siendo recibido por los exploradores.
Para celebrar el San Jorge se organiza un campamento en el Soto de la Almozara.
Se organiza una tropa de exploradores en Borja; los Exploradores de Zaragoza, con este motivo, organizaron una marcha a pie de 63 kilómetros.
El campamento de verano de este verano se efectuó en el Moncayo, en unión con los Exploradores de Borja.
Varios jefes ingleses visitan Zaragoza, los cuales utilizaban el idioma auxiliar internacional, el esperanto; como consecuencia de ello se iniciaron cursos en Zaragoza en colaboración con la asociación Frateco.
El esperanto alcanza una gran difusión entre el escultismo mundial y llega a ser propuesta como lengua oficial de los scouts. Los scouts esperantistas surgen espontáneamente y comienza una intensa actividad de intercambio y contacto con grupos esperantistas de toda Europa.
En Calatayud hay noticia del gran éxito de las conferencias impartidas en el local de los exploradores por el Jefe del Consejo Local y director de la Biblioteca Gracián, Fausto Navarro Azpeitia, que son reunidas en una publicación: «El arte de viajar»

## 1926-1931
- 1926

En enero, los exploradores del Grupo Goya escalan el Moncayo en plena época de nieves.
Se empieza a oír rumores de la creación de una revista que sirva como portavoz de los exploradores. El día de San Jorge, en el parque de Buenavista, ve la luz “La Selva”, primera revista scout.
En el mes de julio se celebra el Campamento Nacional de Sierra Espuña, en Murcia, con presencia de exploradores zaragozanos.
El campamento de verano de este año se instala en el Monasterio de Piedra, con una duración de 8 días. En el domicilio social se inaugura un curso de Esperanto para exploradores.
- 1927

Se realiza de nuevo una excursión a la cima del Moncayo. La festividad de San Jorge se celebra en el Soto de la Almozara.
El campamento de verano de este año coincide con el VI Campamento Internacional del S.E.I. (escultismo esperantista). Es el valle de Oza testigo de esta reunión internacional de exploradores, en el mástil ondean las banderas de  España,  Bélgica,  Inglaterra,  Checoslovaquia,  la esperantista y  Francia. 
- 1928

A principios de año se realizó un campamento volante en esquís en la zona de Hecho, Oza y Guarrincha.
El 22 de abril la Agrupación hizo acto de presencia en el homenaje a Goya, celebrado con el motivo del centenario de la muerte del pintor aragonés. El campamento de verano tuvo dos partes; una semana de montaña en la sierra de Caro, luego otra semana de playa en Salou.
La patrulla del Sarrio de Zaragoza estuvo presente en el VII Campamento Scout Internacional esperantista en Amberes.
En otoño se organizó un curso de perfeccionamiento escultista para los mayores, con clases de esgrima, tiro de fusil, esperanto, topografía, etc.
- 1929

En este año tuvo lugar el Gran Jamboree de Arrowe Park. Los zaragozanos son nombrados miembros de honor de la "53 camberwell", tropa londinense.
Este año también tuvo lugar el Jamboree nacional en Barcelona del 20 de agosto al 3 de septiembre, al que asistieron más de 2000 exploradores, con invitados de 5 países, coincidiendo con la Exposición Internacional. Desde Barcelona se organizó un viaje a Palma de Mallorca, aprovechando el gran contingente de exploradores, destacaron los 160 de Zaragoza, a los que se sumaron exploradores aragoneses de Borja y Calatayud.
En el mes de octubre fallece don Patricio Borobio, el presidente de los Exploradores de Zaragoza.
- 1930

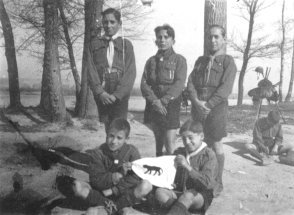
Patrulla del Tigre, 1930

Se organizó en Zaragoza un grupo de muchachas - guías, adscrito a los “exploradores”, siendo la primera ciudad de España en incorporarse al movimiento guidista. Del 2 al 16 de agosto se realizó la excursión de verano, acampando en el valle de Oza, junto a los zaragozanos acamparon una veintena de exploradores de Barcelona. En el mes de octubre se organizó, por primera vez, la Vuelta a Zaragoza. El recorrido era de unos 70 kilómetros. Ganó la patrulla del Toro, seguida del Tejón y Águila. 
El 14 de abril de 1931 se proclama la Segunda República española. Se elimina la flor de lis de la insignia para evitar connotaciones monárquicas. En este año se dio libertad a los grupos para elegir su lugar de campamento. El Grupo Patria organizó su campamento de verano en Palma de Mallorca, acampando junto al castillo de Bellver. El Grupo Goya realizó un itinerario por la costa cantábrica.

## 1932-1940
En la primavera de 1932 el Consejo Local organizó dos excursiones, una a Remolinos, para visitar las minas de sal; en la segunda se visitó el Bocal, lugar donde nace el Canal Imperial de Aragón.
El día de San Jorge, se estrena la nueva bandera tricolor de los exploradores. El lugar elegido para este acto fueron los terrenos de los pinares de Valdegurriana.
En el mes de mayo se realizó una gran marcha, organizada por Montañeros de Aragón, al refugio de Valmadrid. El campamento de verano se instaló en Ordesa, acampando una quincena de Rovers de Barcelona. Se organiza en Zaragoza el primer Grupo de Lobatos. El primer domingo de octubre se celebra la III Vuelta a Zaragoza. Se celebraron en Zaragoza los III Campeonatos de Aragón de Atletismo, participando un equipo de exploradores.
En 1933 Jacinto Rodríguez Lasala, se marcha a Filipinas; en la Presidencia le sustituye don José Conde Andreu. La fiesta de San Jorge se celebra en los terrenos del aeródromo del Palomar. 
En julio hicieron su aparición Los Scouts del Vero "boletín mensual del escultismo" editado por los Exploradores de España (consejo de Barbastro). En agosto sale la representación aragonesa para el Jamboree de Gödöllő. Mientras, el habitual campamento de verano se instaló en el valle de Tena. Al mismo tiempo que en Madrid, Barcelona y San Sebastián, se constituyen en Zaragoza las Guías de España, sobre la base de las muchachas exploradoras.
En octubre se celebró la IV Vuelta a Zaragoza, y los exploradores quedan como primer equipo en los Campeonatos de Aragón de Atletismo. Este mismo año, por la Comisaría General de Exploradores de España se concede a la Agrupación de Zaragoza el "Gran Diploma de Honor", a causa de "su laboriosidad y celo en los actos conmemorativos de la mayoría de edad".

## 1940-presente
El Grupo Scout El Rabal 183 nació aproximadamente en 1963 en el colegio Cristo Rey de los Padres Escolapios con el nombre de Grupo Calasanz. En 1974, el grupo se registra en la Asociación de Scouts de España (ASDE) y pasa a denominarse Grupo Scout Calasanz 183; su pañoleta desde entonces es azul con la franja blanca. En los años 80 empieza la gran época del grupo, y siguió hasta el día de hoy, trabajando por la educación de niños y adolescentes; desde los años 60, hasta hoy, el grupo scout de la margen izquierda del Ebro. En 2013 celebraron el 50 aniversario de la creación del grupo, llevando a sus niños a hacer una actividad especial durante su campamento de verano y organizando una comida al año siguiente en la que se reunioneron el pasado, el presente y el futuro del grupo.
En 1971 se funda el Grupo Scout Guy de Larigaudie. El grupo scout Guy de Larigaudie que en la Ronda 2005-06 celebra su 35 aniversario fue fundado en el año 1971 en el seno del Colegio Escuelas Pías de Zaragoza y como fruto de la iniciativa de dos padres escolapios. Nuestro nombre se debe al legendario routier Guy de Larigaudie, el cual colaboró activamente en el movimiento Scout en Francia, y que cayó en 1940 en Luxemburgo luchando por principios contra la invasión alemana de la Segunda Guerra Mundial.
En 1974 se funda el Grupo Scout San José Artesano 296. El Grupo Scout 296 - San José Artesano fue fundado en 1974 por D. Julián Cazo. Legitimado como asociación en el año 1978, el grupo sigue funcionando en el barrio de Las Fuentes (Parroquia de San José Artesano), en Zaragoza, siendo la asociación más antigua del barrio.
En 1980 se funda el Fundación del Grupo Scout Virgen del Carmen 410. En ese año al frente de Pepe Benavente, junto con Maite Alcalde y unos cuantos Compañeros del Grupo Scout Santa María 27, se crea el Grupo de la Parroquia del Carmen, al que se le otorgaría el número 410. La pañoleta es azul marina con dos listas azul celeste. Por el Grupo han pasado ya unas 1000 personas, y en la coordinación han estado: Maite, Javier, Susana, Espe, Marta, Mamen, Juan, Eduardo, Ana, M. José, Marina, Luisón, Pedro, Félix, Lara y Lucía.
En 1981 se funda el Grupo Scout Santa Isabel 488. Este año María José Gómez colaboró en la creación de dicho grupo a las afueras de Zaragoza. Aún hoy permanece activa trabajando de apoyo al Kraal.
En 1985 el Grupo Scout La Salle surge en el año 1985 por iniciativa del Hno. Ricardo Pérez bajo la dirección de Pedro Docando, M. Carmen Gallego y José María Castillo y respondiendo a una inquietud por formar a jóvenes en la educación para el tiempo libre. A esta primera llamada responden un grupo de 15 personas que durante toda una ronda solar se dedican a formarse para poder trabajar el método scout con niños y adolescentes. Entre ellos se encuentra José Antonio García, que ha cumplido 25 años como monitor del grupo, habiendo alcancado el máximo nivel de formación scout como Director de Formación (D.F.) actualmente denominado Formador de Formadores (F.F.).
Se adoptan los colores, azul y amarillo sobre fondo negro, en referencia a los colores tradicionales de La Salle, para la pañoleta del grupo. Durante su periodo de Formación se le asigna provisionalmente la letra R y superada esta etapa el número definitivo de registro el 509.
Este grupo se responsabiliza de documentación histórica del Grupo Scout La Salle (Torrero) n.º 18. Recuperando simbólicamente la pañoleta de este grupo (blanca con cinta roja) durante su vigésimo aniversario.